# Lars Storgaard
Lars Storgaard (født 1. juni 1961) er en dansk kommunalpolitiker og nuværende borgmester i Favrskov Kommune, valgt for Det Konservative Folkeparti.
Efter markant fremgang for Det Konservative Folkeparti ved kommunalvalget i 2021 indgik de borgerlige partier en aftale om, at Lars Storgaard bliver borgmester pr. 1. januar 2022. Storgaard fik selv 1.440 personlige stemmer, hvilket var næstflest. Forud for valget i 2021 var Storgaard 1. viceborgmester.
Ved kommunalvalget i 2017 blev Storgaard genvalgt med 834 personlige stemmer og blev konstitueret som 1. viceborgmester.
Storgaard er uddannet politibetjent, og arbejder ved Østjyllands Politi.